# Дрвар
Дрвар је градић и сједиште истоимене општине у западном дијелу Федерације БиХ, тј. у Кантону 10 (област Босанска Крајина), недалеко од границе са Хрватском (од Босанског Грахова је удаљен око 30 км, а од Книна око 60 км). Налази се на ријеци Унац. Према подацима пописа становништва 2013. године, у Дрвару је укупно пописано 3.730 лица.
У периоду од 1981. до 1991. године носио је назив Титов Дрвар, а маја 1974. године је проглашен за један од градова-хероја у СФР Југославији.
Овде се налази црква Светог Саве у Дрвару.

## Историја
Дрвар jе још прије Другог свјетског рата био важан индустријски центар, са великом „Шипадовом” стругаром. Постојала је и фабрика целулозе, али пошто није радила неколико година, држава је 1935. откупила приватне акције, поново је отворена у јануару 1937.

### Други свјетски рат
У мају 1941. Хрвати усташе су у Дрвару ухапсиле 18 Срба и дотерали их у Босански Петровац. Ту су их хтели одмах побити, али нису смели од Италијана. Италијане су обавестили да те похапшене Србе воде у Бању Луку, па су их једне ноћи извели из затвора, али уместо у Бању Луку одвели су их у шуму „Рисовац”, 20 км удаљену од Босанског Петровца. Тамо су их код једне дубоке провалије, све побили а неке преживеле у њу гурнули.
За вријеме Другог свјетског рата Дрвар је био снажно партизанско упориште и био је 2/3 времена слободан. Немачке снаге су, 25. маја 1944. године, извеле операцију Коњићев скок, познату и као десант на Дрвар, у којој су имале циљ хватање Врховног команданта НОВ и ПОЈ Јосипа Броза Тита, који је у то вријеме боравио у Дрвару.

### Рат у Босни и Херцеговини
По проглашењу САО, Дрвар је припао „САО Босанска Крајина”.
Служио је као средиште 2. Крајишком корпусу војске Републике Српске. За време рата било је 99 % већинског српског становништва. Дрвар је један од градова који је највише страдао у хрватско—муслиманској злочиначким операцијама „Олуја” и „Маестрал 2”. Хрватска војска је тешко гранатирала цео град. Становништво града је било принуђено да напусти Дрвар. Дрвар су затим дјелимично населиле хрватске избеглице из средње Босне. Послије потписивања Дејтонског споразума највећи дио општине Дрвар, укључујући и град Дрвар, ушао је у састав Федерације БиХ.
Године 2008. у граду је живело око 8.000 Срба повратника, тако да су по незваничним информацијама они чинили више од 94 % становника града (општине).

## Становништво
|             | 2013.          | 1991.          | 1981.          | 1971.          |
| Укупно      | 3 730 (100,0%) | 8 053 (100,0%) | 7 063 (100,0%) | 6 417 (100,0%) |
| Срби        | 3 160 (84,72%) | 7 693 (95,53%) | 6 006 (85,03%) | 6 056 (94,37%) |
| Хрвати      | 527 (14,13%)   | 24 (0,298%)    | 42 (0,595%)    | 98 (1,527%)    |
| Неизјашњени | 18 (0,483%)    | –              | –              | –              |
| Бошњаци     | 10 (0,268%)    | 29 (0,360%)1   | 22 (0,311%)1   | 115 (1,792%)1  |
| Остали      | 4 (0,107%)     | 48 (0,596%)    | 18 (0,255%)    | 50 (0,779%)    |
| Југословени | 3 (0,080%)     | 259 (3,216%)   | 961 (13,61%)   | 66 (1,029%)    |
| Муслимани   | 2 (0,054%)     | –              | –              | –              |
| Непознато   | 2 (0,054%)     | –              | –              | –              |
| Црногорци   | 1 (0,027%)     | –              | –              | 9 (0,140%)     |
| Македонци   | 1 (0,027%)     | –              | –              | –              |
| Словенци    | 1 (0,027%)     | –              | 3 (0,042%)     | 7 (0,109%)     |
| Босанци     | 1 (0,027%)     | –              | –              | –              |
| Албанци     | –              | –              | 11 (0,156%)    | 16 (0,249%)    |

1. 1 На пописима од 1971. до 1991. Бошњаци су пописивани углавном као Муслимани.

## Познате личности
- Саша и Дејан Матић, српски пјевачи
- Наум Милковић, српски архимандрит
- Андреа Арсовић, српска репрезентативка у стрељаштву
- Голуб Бабић, српски устаник и хајдучки харамбаша
- Милка Боснић, народни херој Југославије
- Даница Матерић, народни херој Југославије
- Марија Бурсаћ, народни херој Југославије
- Урош Богуновић Роца, војно лице и народни херој Југославије
- Вукашин Марић, историчар
- Тамара Милетић, српска глумица
- Бране Богуновић, четнички борац
- Милан Родић, српски фудбалер
- Мирко Алвировић, аутор и водитељ емисије САТ
- Јован Родић, предсједник Скупштине Коморе овлашћених ревизора Републике Србије и први декан Економског факултета у Бања Луци